# エスエルディー
株式会社エスエルディー（英文社名：SLD Entertainment Inc.）は、東京都港区芝に本社を置く日本の外食事業者。

## 概要
関東地方を中心に主に女性向けの和風創作料理店kawara CAFE&DININGなどを展開し、2015年にはJASDAQに上場を果たした。2017年には創業者青野玄などから公開買付けで株式を取得したDDホールディングスの傘下入りしたが、コロナ禍により2021年には親会社のDDホールディングスとともに債務超過となった。

## 沿革
- 2004年 - 東京都港区で株式会社エスエルディーを設立[7]。
- 2005年 - カフェを開業[7]。
- 2015年 - 東京証券取引所JASDAQに上場[7]。
- 2017年 - 株式会社DDホールディングスと資本業務提携契約を締結[7]。